# Bibeltryckstunnan
Bibeltryckstunna var ett statlig skatt om en tunna spannmål från varje församling ("kyrkohärbärge") i Sverige och Finland som enligt kungligt brev av 15 september 1601 skulle utgå för bekostandet av det som blev Gustav II Adolfs bibel.
Bibeltryckstunnan upprepades från 1612 och bibeltryckningen fortsatte så att verket låg färdigt 1618. Den användes sedan av Gustav II Adolf genom Erik Schröder för att bestrida kostnaden för tryckandet av flera andra andaktsböcker, av Erik Jöransson Tegels Gustav I:s historia samt översättningar av flera latinska och tyska verk. 1637 bortföll bibeltryckstunnan men upplivades 1674 för ett år och tilldelades Antikvitetskollegium "till lärda mäns underhåll och nyttiga böckers publicerande". 1681-1692 uppbar kollegiet på nytt bibeltryckstunnan och många kända 1600-talspublikationer utgavs därmed. 1692 indrogs dock större delen till Kronan. Resten användes till "skolestaternas avlöning". I samband med reglering av elementarlärarnas löner på 1870-talet indrogs även denna del.